# Tomosvaryella pruinosa
Tomosvaryella pruinosa är en tvåvingeart som beskrevs av Kozanek 1992. Tomosvaryella pruinosa ingår i släktet Tomosvaryella och familjen ögonflugor.
Artens utbredningsområde är Mongoliet. Inga underarter finns listade i Catalogue of Life.